# لاک‌اسمیث
لاک‌اسمیث (انگلیسی: Locksmith (rapper)؛ زادهٔ ) یک موسیقی‌دان آمریکایی ایرانی‌تبار است.